# لیو یون (بازیکن هندبال)
لیو یون (انگلیسی: Liu Yun؛ زادهٔ ۶ مارس ۱۹۸۲) بازیکن زن هندبال اهل چین بود. وی در بازی‌های المپیک تابستانی ۲۰۰۴ و ۲۰۰۸ شرکت کرده‌است.